# Rubidi superoxide
Rubidi superoxide hoặc rubidi hyperoxide là một hợp chất vô cơ có công thức RbO2. Về trạng thái oxy hóa, superoxide có điện tích âm và rubidi có điện tích dương nên công thức cấu tạo của nó là (Rb+)(O2-).

## Điều chế
Nó có thể được điều chế bằng cách cho rubidi tác dụng từ từ với khí oxy:
Rb + O2 → RbO2
Giống như các hyperoxide kiềm khác, dạng tinh thể của nó cũng có thể được phát triển trong dung dịch amonia.
Trong nhiệt độ từ 280 đến 360 °C, rubidi superoxide sẽ bị phân hủy, không để lại rubidi sesquioxide (Rb2O3), mà là rubidi peroxide (Rb2O2):
RbO2 → 1/2R2O2 + 1/2O2
Một hợp chất giàu oxy, rubidi ozonide (RbO3) có thể được tạo ra bằng cách sử dụng RbO2.

## Tính chất
Nói một cách đại khái, RbO2 có cấu trúc tinh thể tương tự như calci carbide, nhưng bị biến dạng do hiệu ứng Jahn–Teller, làm cho cấu trúc tinh thể kém đối xứng với nhau.
RbO2 ổn định trong không khí khô, nhưng có tính hút ẩm mạnh.
Hợp chất này đã được nghiên cứu như một ví dụ về từ tính. RbO2 đã được dự đoán là một chất cách điện thuận từ. Ở nhiệt độ thấp, nó chuyển sang trật tự phản sắt từ.